# Stay with Me (샘 스미스의 노래)
〈Stay with Me〉는 영국의 싱어송라이터 샘 스미스의 데뷔 스튜디오 음반 《In the Lonely Hour》 (2014년)에 수록된 곡이다. 2014년 4월 14일 미국에서, 2014년 5월 18일 영국에서 발매되었다. 〈Stay with Me〉는 주인공이 그들을 떠나지 말아달라고 원나이트 스탠드로 애원하는 내용을 담은 가스펠에서 영감을 받은 발라드이다. 이 곡은 스미스, 지미 네이프스, 윌리엄 필립스가 작곡했으며, 톰 페티와 제프 린은 나중에 페티의 싱글 〈I Won't Back Down〉과 멜로디가 비슷해 공동 작사, 작곡 크레딧을 받았다.
이 곡은 영국 싱글 차트 1위(스미스의 세 번째 차트 1위, 솔로 아티스트 2위), 캐나다와 뉴질랜드 차트 1위, 미국 빌보드 핫 100 2위 등 현재까지 스미스의 가장 성공적인 싱글이 되었다. 또한 전 세계 12개국 이상에서 상위 10위권에 진입했다. 제57회 그래미 어워드 시상식에서 다크차일드의 〈Stay with Me〉 버전은 올해의 레코드상과 올해의 노래상을 두 차례 수상했다.

## 배경
《NME》와의 인터뷰에서, 스미스는 이 노래가 지미 네이프스와 윌리엄 필립스와 함께 올드 스트리트에 있는 스튜디오에서 작곡되었다고 말했다. 필립스는 피아노에 3개의 화음을 넣고 연주하기 시작했고, 네이프스는 재빨리 드럼 패턴을 제공했고 스미스에 따르면 "그 노래는 우리에게서 너무 자연스럽게 흘러나왔다"고 했고, 노래는 30분에서 40분 만에 작곡되었다. 노래를 마친 후, 스미스는 스튜디오의 다른 부분에서 노래를 부르고 화음을 맞추면서 그들의 보컬을 약 20번 레이어링하기 시작했다. 결과는 가스펠 합창단처럼 들렸지만, 모두 스미스 자신의 목소리에서 나왔고, 이 데모곡은 발매된 곡에 사용되었다.
스미스에 따르면, "이 곡은 하룻밤을 묵은 후 아침에 함께 있는 사람이 집을 떠나 혼자 남겨지는 순간에 관한 것입니다. 그리고 그것은 여러분이 'I wish, I wish'와 같은 곳에 있는 단지 1초입니다. 당신은 그들을 사랑하지도 않고, 별로 좋아하지도 않으며, 단지 당신 옆에 누군가가 있는 것이 좋습니다." 이 곡은 그래미 어워드 올해의 레코드상과 올해의 노래상을 수상했고, 올해의 레코드상을 수상한 그들의 수상 연설에서, 스미스는 "저는 이 레코드가 제가 작년에 사랑에 빠졌던 사람에 대한 남자에게 감사하고 싶습니다. 그래미 어워드를 네 개 주셔서 제 마음을 아프게 해 주셔서 정말 감사합니다."
2014년 3월 25일, 이 곡은 제인 로우의 BBC 라디오 1에서 오후 7시 30분에 처음으로 방송되었다. 3월 29일, 그들은 미국 NBC의 《새터데이 나이트 라이브》에서 라이브로 그 노래를 불렀다. 5월 16일, 그들은 《그레이엄 노튼 쇼》에서 그 노래를 불렀다. 6월, 그들은 《굿 모닝 아메리카》에서 메리 J. 블라이즈, 데이비드 레터먼과 함께 뉴욕 아폴로 극장에서 이 노래를 공연한 투어의 일환으로 미국으로 돌아왔다.

## 차트 성과
영국 싱글 차트에서 1위로 데뷔하여 스미스의 세 번째 1위가 되었다. 이 곡은 영국에서 2014년 8번째로 많이 팔린 곡이 되었고, 스트리밍이 포함되었을 때 전체로는 7번째가 되었다. 빌보드 핫 100에서 이 곡은 2주 동안 2위로 정점을 찍었고, 스미스가 리드 아티스트로서 미국에서 처음으로 10위 안에 든 곡이자 현재까지 가장 높은 차트를 기록한 싱글이 되었다. 그것은 매직!의 〈Rude〉에 의해 1위를 차지하지 못했다. 2015년 5월 2일, 〈Stay with Me〉는 21주 동안 10위 안에 들었고, 54주 동안 핫 100에 올랐다. 그 노래는 그 해에 334만 장이 팔려 미국에서 2014년 10번째로 많이 팔린 노래였다. 2015년 6월 현재, 이 노래는 미국에서 410만 장이 팔렸다. 캐나다에서는 〈Stay with Me〉가 7주 연속 캐나디안 핫 100에서 1위를 차지했다. 호주에서는 2014년 5월 5일 ARIA 싱글 차트에서 22위로 데뷔했으며, 이후 2014년 6월 16일 차트에서는 5위로 정점을 찍었다. 이 노래는 또한 전 세계 12개국 이상에서 톱 10에 올랐고, 스미스의 지금까지 가장 성공적인 싱글이 되었다.

## 곡 목록
| - CD 싱글 1. "Stay with Me" – 2:52 2. "Stay with Me" (Radio Mix) – 2:53 - 디지털 다운로드 (다크차일드 버전) 1. "Stay with Me" (Darkchild Version) featuring Mary J. Blige – 2:53 2. "Stay with Me" (Darkchild Version) – 2:54 | - 디지털 다운로드 (EP) 1. "Stay with Me"(Soul Clap Mix) – 5:02 2. "Stay with Me" (Darkchild Version) – 2:54 3. "Stay with Me" (Shy FX Remix) – 3:32 4. "Stay with Me" (Wilfred Giroux Remix) – 4:39 - 레이너 + 그림 리믹스 싱글 1. "Stay with Me" (Rainer + Grimm Remix) – 3:34 |

## 인증
| 국가 | 인증         | 판매량/출하량 |
| --- | ------------ | ------------- |
| 오스트레일리아 (ARIA) | 10× 플래티넘 | 700,000       |
| 오스트리아 (IFPI 오스트리아)                                                                                               | 골드         | 15,000*       |
| 벨기에 (BEA) | 플래티넘     | 30,000*       |
| 캐나다 (뮤직 캐나다) | 4× 플래티넘  | 359,000       |
| 덴마크 (IFPI Danmark) | 3× 플래티넘  | 180,000^      |
| 독일 (BVMI) | 3× 골드      | 450,000       |
| 이탈리아 (FIMI) | 4× 플래티넘  | 200,000       |
| 일본 (RIAJ) | 골드         | 100,000*      |
| 멕시코 (AMPROFON) | 골드         | 30,000*       |
| 네덜란드 (NVPI) | 3× 플래티넘  | 60,000^       |
| 뉴질랜드 (RMNZ) | 3× 플래티넘  | 45,000*       |
| 노르웨이 (IFPI 노르웨이)                                                                                                   | 3× 플래티넘  | 30,000        |
| 포르투갈 (AFP) | 플래티넘     | 10,000        |
| 스페인 (PROMUSICAE) | 2× 플래티넘  | 80,000        |
| 스웨덴 (GLF) | 8× 플래티넘  | 320,000       |
| 스위스 (IFPI 스위스) | 플래티넘     | 30,000        |
| 영국 (BPI) | 4× 플래티넘  | 2,400,000     |
| 미국 (RIAA) | 다이아몬드   | 10,000,000    |
| 요약 |              |               |
| 덴마크 (IFPI Danmark) | 2× 플래티넘  | 5,200,000     |
| 스페인 (PROMUSICAE) | 플래티넘     | 8,000,000     |
| *판매량을 기반으로 한 인증 · ^출하량을 기반으로 한 인증 · 판매량+스트리밍을 기반으로 한 인증 · 스트리밍을 기반으로 한 인증 |              |               |